# Setanta compta
Setanta compta là một loài tò vò trong họ Ichneumonidae.